# Palparidius fascipennis
Palparidius fascipennis is een insect uit de familie van de mierenleeuwen (Myrmeleontidae), die tot de orde netvleugeligen (Neuroptera) behoort. 
Palparidius fascipennis is voor het eerst wetenschappelijk beschreven door Banks in 1911.